# Una relació perillosa
Una relació perillosa  (títol original: Gigli) és una pel·lícula estatunidenca dirigida per Martin Brest estrenada l'any 2003. Ha estat doblada al català.

## Argument
LarryGigli (Ben Affleck), un assassí a sou que treballa a compte de Louis (Lenny Venito), un cap de la màfia, és encarregat de segrestar d'un hospital psiquiàtric Brian (Justin Bartha), el germà discapacitat mental d'un fiscal tenaç. Aquest últim intenta tancar a la presó Starkman (Al Pacino), un poderós cap de la màfia de la Costa Est. Brian servirà a continuació de mitjà de pressió perquè el fiscal abandoni la seva persecució. Per a aquesta operació delicada, Larry és ajudat de la molt seductora Ricki (Jennifer Lopez), una jove de la qual cau perdudament enamorat.

## Repartiment
- Ben Affleck: Larry Gigli
- Jennifer Lopez: Ricki
- Lenny Venito: Louis
- Al Pacino: Starkman
- Justin Bartha: Brian
- Christopher Walken: inspector Stanley Jacobellis
- Lainie Kazan: la mare de Gigli
- Missy Crider: Robin
- Todd Giebenhain: noi a l'institut

## Rebuda
Aquest film va ser un fracàs monumental al box-office: va suportar critiques quasi unànimement negatives i només va informar 4 milions de dòlars el primer cap de setmana, mentre que havia costat 54. Va batre també el rècord del més dolent 2a cap de setmana, amb una caiguda de les entrades de 82 % pel que fa al primer cap de setmana. El terme Gigli va ser mateix un moment utilitzat pels americans per designar una cosa de pèssima qualitat. Va desaparèixer de les sales de cinema al cap de només 3 setmanes, no havent-hi informat finalment més que 7 milions de dòlars als Estats Units i a l'estranger.

## Premis i nominacions

### Premis
- 2004: Premi Razzie a la pitjor pel·lícula
- 2004: Premi Razzie al pitjor actor per a Ben Affleck (recompensa concernint igualment les seves prestacions a Daredevil i Paycheck)
- 2004: Premi Razzie a la pitjor actriu per a Jennifer Lopez
- 2004: Premi Razzie al pitjor director per a Martin Brest
- 2004: Premi Razzie a la pitjor parella a la pantalla per a Ben Affleck i Jennifer Lopez
- 2004: Premi Razzie al pitjor guió per a Martin Brest
- 2005: Premi Razzie a la pitjor comèdia de les 25 últims anys

### Nominacions
- 2004: Nominació al Premi Razzie al pitjor segon paper masculí per a Al Pacino i Christopher Walken
- 2004: Nominació al Premi Razzie al pitjor segon paper femení per a Lainie Kazan